# MP3.com
MP3.com (エムピースリードットコム)は、アメリカ合衆国のウェブサイト。合法的に無料で音楽を共有するサービスで、独立系アーティストにとって格好の宣伝の場となっていた。名前は一般的な音声圧縮形式のMP3から。mp3.comというドメイン名がCNETに買収され、2003年12月に一時閉鎖した。再開したときには、以前に比べてはるかに商業化された形態に変わった。

## 概要
MP3.comはマイケル・ロバートソン（のちにLindows社を設立する）が1997年に開設した。
このウェブサイトではジャンル別と地域別のチャートのほかに、アーティストのために自分の歌の人気を知ることが出来る統計データを提供した。アーティストは無料アカウント、ゴールドアカウント、プラチナムアカウントのどれかに申し込めば、統計データとアカウントのランクに応じた機能を使えた。MP3.comから音楽をダウンロードするのは無料だが、ユーザーはメールアドレスを登録する必要があり、サイト上にはオンライン広告が掲載されていた。
MP3.comは幅広いアーティストの歌を集めた。その中にはハイブリッド・セオリー時代のリンキン・パークや、デヴィッド・ボウイがおり、デヴィッド・ボウイは自身のレア音源やカバーコンテストのページを投稿した。
MP3.comは1999年7月21日に株式公開し、3億7000万ドル以上の資金を調達した。単一の技術の株式公開としては今までで最大である。1株あたり28ドルで売り出され、日中に105ドルまで上がり、終値は63.3125ドルとなった。
1999年末にMP3.comは「Payback For Playback」（P4P）という革命的なプロモーションを立ち上げた。ストリーミングとダウンロードの回数をもとにアーティストに支払いが行われるというものである。
1999年夏から2003年夏までにアーティストは1日あたり4日分（96時間）に相当する量の音声コンテンツを提供した。これは毎分1曲のペースである。海賊盤のアップロードを防止するため、訓練を受けた音楽エキスパートのスタッフがすべてのコンテンツを公開前に検閲した。
ピーク時には、MP3.comは登録ユーザー2500万人という顧客ベースで、一日あたり400万以上のMP3ファイルを80万人以上のユニークユーザーに提供した。3つのデータセンターから一月あたり4テラバイトのデータを配信したことになる。MP3.comの技術者が設計開発したPressplayインフラは、Roxioに買収され名前をNapsterに変えた。MP3.comは、eMusic.comやRollingstone.comなどのVivendi Universalの音楽資産も運営した。MP3.comの技術者は独自のコンテンツデリバリネットワークと、7テラバイトもの顧客構成の情報を扱えるデータ・ウェアハウジング技術を開発した。
MP3.comの技術インフラは、1500台以上のシンプルなインテルプロセッサベースのサーバで構成された。AT&TとWorldcomとExodus Communications（後に倒産）によるデータセンターの負荷分散クラスターでRed Hat Linux (versions 6.2 - 7.3) を走らせていた。メディア配信用の大きく拡張可能なインターネットアーキテクチャとしては最初期のものである。使用されたソフトウェアは、C言語、Perl、Apache HTTP Server、Squid、MySQL、いくつかのOracle、Sybase。

## My.MP3.com
MP3.comは2000年1月12日に「My.MP3.com」というサービスを立ち上げた。ユーザーが個人所有のCDを確実に登録すると、My.MP3.comからデジタルコピーをダウンロードできるというサービスだった。消費者は自分が購入したことを証明した音楽だけをオンラインで聴けるので、ファンがオンライン上の音楽にアクセスすることを許すことで収入につなげる素晴らしい機会だと会社は考えた。だが、レコード業界の見方はそれとは異なり、このサービスは無断複製と等しく著作権侵害を助長するとして、MP3.comを訴えた。同年5月10日、MP3.comはMy.MP3.comのサービスにおいて、5大レコード会社の楽曲へのアクセスを停止した。
ユニバーサルミュージックとMP3.comとの裁判ではレコード会社の主張を支持する判決が出た。MP3.comは控訴せず、同社への5340万ドルの支払いで和解した。その後、MP3.comは大手レコード会社とライセンス契約を結び、My.MP3.comを再開させた。
この判決は、オリジナルのMP3.comが企業として終わりを迎えるきっかけとなった。MP3.comは、迫り来るドットコム不況に気付かず、技術の低迷を乗り切るために十分な資金もなかった。この苦境の中でさらに、音楽出版社までもがレコード会社の訴訟の成功に勢いをつけ、未払金の請求でMP3.comを訴えた。

## 日本語版
2001年2月頃、日本語版サイトを開設。同年4月10日、ビーイングとの提携による「japan.mp3.com」として正式にローンチされた。japan.mp3.comではMy.MP3.comサービスは提供されなかった。

## 売却
2001年5月にVivendi Universalは、財政が悪化したMP3.comを現金と株式合わせて3億7200万ドルで買収した。しかし、Vivendiはサービスを成長させることが困難になり、サイトを閉鎖、URLとロゴを含むMP3.comの資産すべてを2003年にCNETに売却した。CNETは旧MP3.comのデータベースシステムと音楽コンテンツは買収しなかった。
MP3.comの旧サイトは2003年12月2日に停止された。MP3.comのアーティストへのメールとMP3.com上の告知文で、CNETがdownload.comの設備をもとにサービスを置き換えることが通知された。2004年5月10日、CNETは合法的な有料音楽配信サービスのポータルサイトとして（二代目）MP3.comを開設した。
CNETは2008年、CBSに買収された。2011年、CBSインタラクティブはリニューアルされた（三代目）MP3.comを立ち上げた。
旧MP3.comの事業部として小売業者へBGMサービスを提供していたTrusonicは、25万人のアーティストによる170万曲のライセンスを取得していた。Trusonicはこれらのアーティストのアカウントを復活するためにGarageBand.comと提携した。Trusonicは旧MP3.comで開発された技術とインフラのほとんどを保有した。